# Sauville (Ardenne)
Sauville è un comune francese di 267 abitanti situato nel dipartimento delle Ardenne nella regione del Grand Est.

## Società

### Evoluzione demografica
Abitanti censiti